# Frenchman's Cove Provincial Park
Frenchman's Cove Provincial Park är en park i Kanada.   Den ligger i provinsen Newfoundland och Labrador, i den östra delen av landet, 1 600 km öster om huvudstaden Ottawa. Frenchman's Cove Provincial Park ligger 4 meter över havet.
Terrängen runt Frenchman's Cove Provincial Park är platt. Havet är nära Frenchman's Cove Provincial Park åt nordväst. Runt Frenchman's Cove Provincial Park är det mycket glesbefolkat, med 4 invånare per kvadratkilometer.. Närmaste större samhälle är Marystown, 19,7 km öster om Frenchman's Cove Provincial Park. 
Trakten runt Frenchman's Cove Provincial Park består i huvudsak av gräsmarker.